# 読経
読経とは、仏教徒が経典を読唱すること。

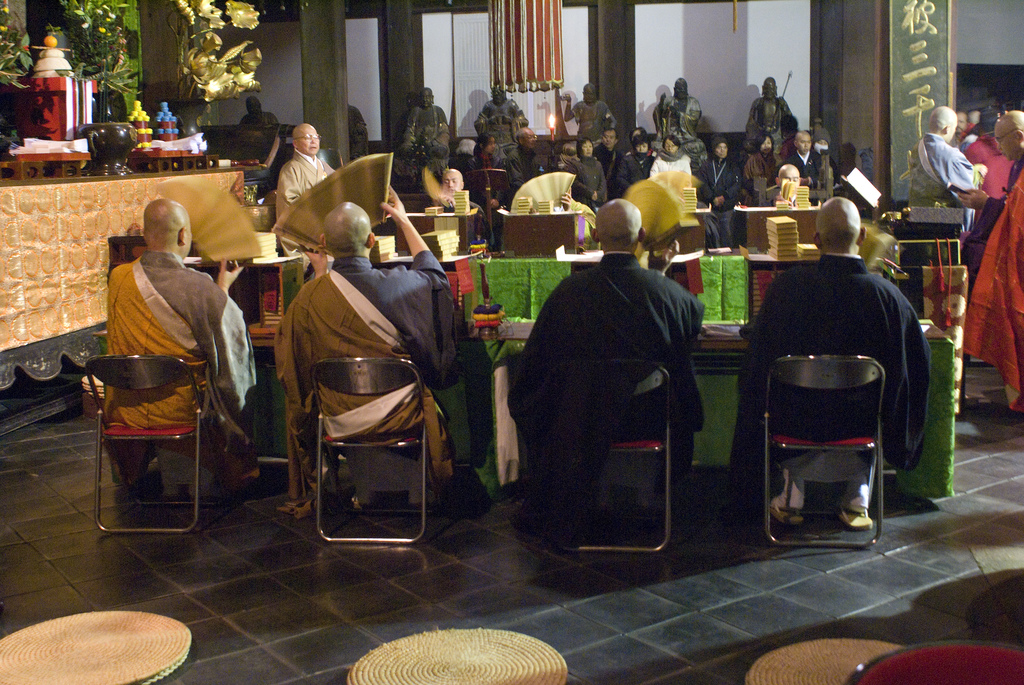
黄檗宗の読経

「どきょう」「どくきょう」「どっきょう」などと読み慣わしている。多くの僧侶が声をそろえて読経する場合は「諷経（ふうぎん）」とも言う。
「読経」は、経文を見ながら読む「読」と、暗唱(暗誦)する「誦」に大別される。この二つを合わせて「読誦」ともいう。

## 概要
本来の読経の目的は経典を学ぶことであったが、後に修行を目的としても読むようになった。『十誦律』の記述から、釈迦の時代に既に読経に宗教的意義を認められていたと考えられている。
- 智顗の『法華玄義』（巻５上）には、大乗経典の読誦を観行五品（ごほん）の修行の一つに数えている。

- 善導の『観無量寿経疏（観経疏）』（巻４）では、浄土三部経の読誦を、念仏などとともに浄土へ往生するための正行の一つに数えている。

- また中国・日本では、旅の安全、鎮護国家、五穀豊穣、請雨・止雨、病気平癒-祈療、怨霊退散、鎮魂供養などの祈願に応える呪術としての読経が行われていた[4]。

宗教的意義を認められた読経は、音韻を研究する悉曇学や声明へと発展し、読経を専らとする読経僧のうち秀でた僧は能読と呼ばれ僧俗ともに尊敬を集めた。

## 経の読み方
清水真澄は読経の代表的な種類として以下の3種を挙げる。

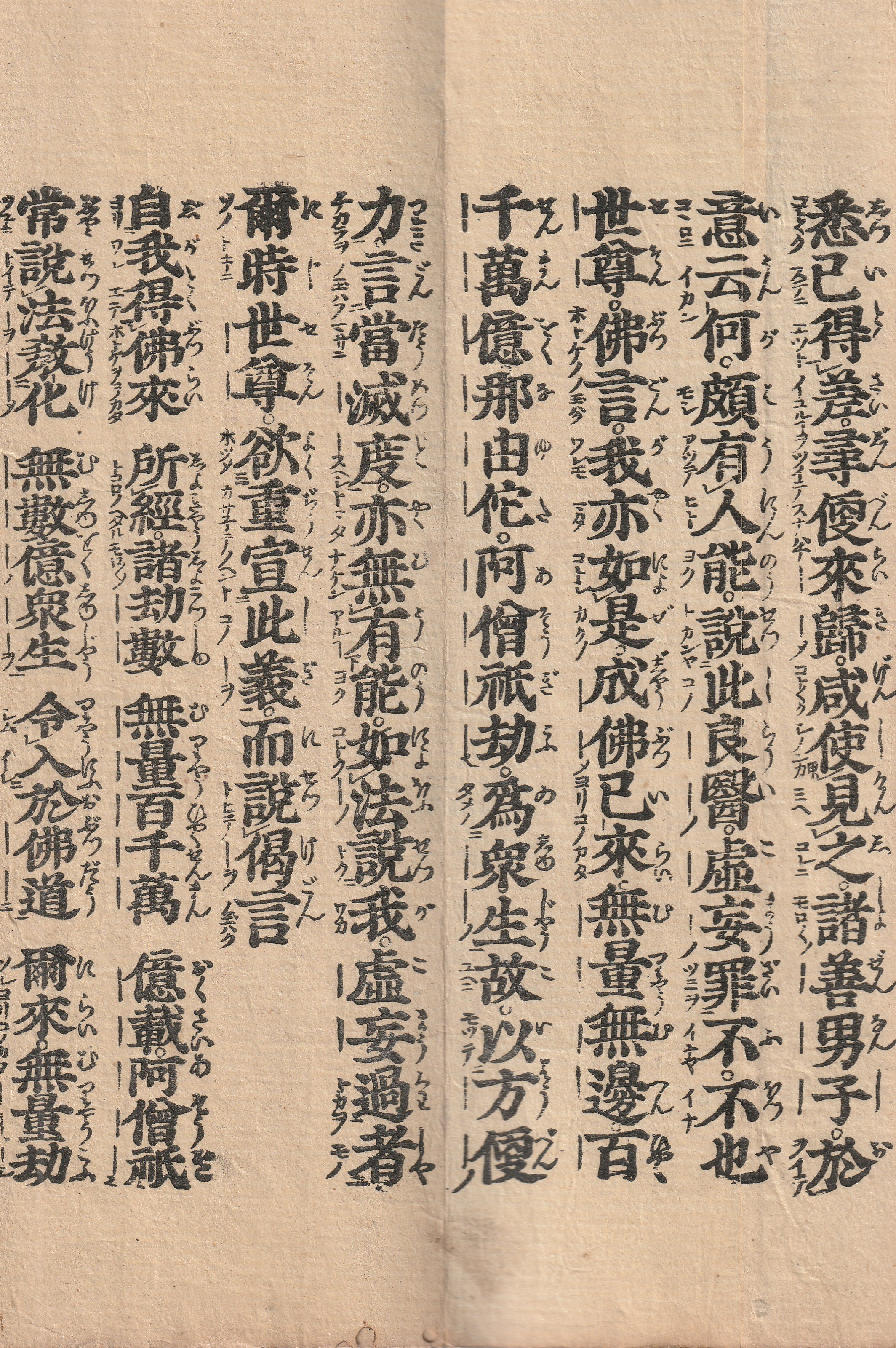
経文の左右両側に、それぞれ訓読と真読(漢字の呉音読みによる直読のこと)による読み方を示した両点本。江戸期の折り本で、経文は『法華経』如来寿量品第十六の一部

直読一部の宗派では「真読」と呼ぶ。漢字の音読みについては、大多数は呉音読みだが、天台宗の阿弥陀経や真言宗の理趣経は漢音で直読し、黄檗宗は唐音で音読するなど例外もある。節回しについては、「雨滴曲」と呼ばれるように最初から最後まで同じリズムで読み通すものと、天台宗の「眠り節」のように「曲節」と呼ばれる節を付けた読み方がある。
訓読経文を訓読み(漢文訓読)で読誦する。
転読経題と中間の数行と巻末を読み上げることで一巻を読み終わったとする略読の一種。読み終えた折り本をアーチ状に繰るなど儀礼の場で用いられ、所作やどの部分を読むかは宗派によって異なる。修験道や密教の七五三読みも転読の一種と言える。
その他に、外に声を発さず内に響かせ読誦する「無音」や、読誦しながら道場を巡る「行道」、羽黒修験道で行われる経典を後ろから読む「逆さ経」などがある。木魚や太鼓などの打ち物で拍子を取る場合もある。この他に宗派によって認められていない民俗的な読経も存在すると考えられる。